# Ewa Górska
Ewa Górska (ur. 1 stycznia 1952 w Mławie) – doktor habilitowana nauk ekonomicznych inżynier, profesor nadzwyczajny Politechniki Warszawskiej i Wyższej Szkoły Ekologii i Zarządzania w Warszawie, specjalistka w zakresie ergonomii i organizacji stanowisk roboczych.

## Życiorys
W 1977 ukończyła studia na Wydziale Mechaniczno-Technologicznym Politechniki Warszawskiej, następnie podjęła pracę na macierzystej uczelni, od 1990 była kierownikiem Laboratorium Ergonomii i Kształtowania Środowiska Pracy.  W 1994 na podstawie rozprawy pt. Elastyczny system oceny poziomu organizacji stanowisk roboczych uzyskała na Wydziale Budowy Maszyn i Zarządzania Politechniki Poznańskiej stopień naukowy doktora nauk technicznych w dyscyplinie budowa i eksploatacja maszyn w specjalności budowa i eksploatacja maszyn. W 2004 na podstawie dorobku naukowego oraz rozprawy pt. Modelowanie środowiska pracy w przedsiębiorstwie otrzymała w Instytucie Organizacji i Zarządzania w Przemyśle „Orgmasz” stopień doktora habilitowanego nauk ekonomicznych w dyscyplinie nauki o zarządzaniu w specjalności ergonomia.
Od 1995 jest profesorem nadzwyczajnym w Wyższej Szkole Ekologii i Zarządzania w Warszawie (Wydział Inżynierii i Zarządzania). Została także profesorem nadzwyczajnym na Wydziale Zarządzania Politechniki Warszawskiej.
Została prezesem Polskiego Towarzystwa Ergonomicznego. Weszła w skład Komisji Ergonomii PAN.